# Barbulifer
A Barbulifer a csontos halak (Osteichthyes) főosztályának a sugarasúszójú halak (Actinopterygii) osztályába, ezen belül a sügéralakúak (Perciformes) rendjébe, a gébfélék (Gobiidae) családjába és a Gobiinae alcsaládjába tartozó nem.

## Rendszerezés
A nembe az alábbi 5 faj tartozik:
- Barbulifer antennatus Böhlke & Robins, 1968
- Barbulifer ceuthoecus (Jordan & Gilbert, 1884)
- Barbulifer enigmaticus Joyeux, van Tassell & Macieira, 2009
- Barbulifer mexicanus Hoese & Larson, 1985
- Barbulifer pantherinus (Pellegrin, 1901)